# MF Doom
MF DOOM, 本名ダニエル・デュミーレイ（Daniel Dumile、1971年7月13日 - 2020年10月31日）は、イングランド系アメリカ人のラッパー、音楽プロデューサー。

## 生い立ち

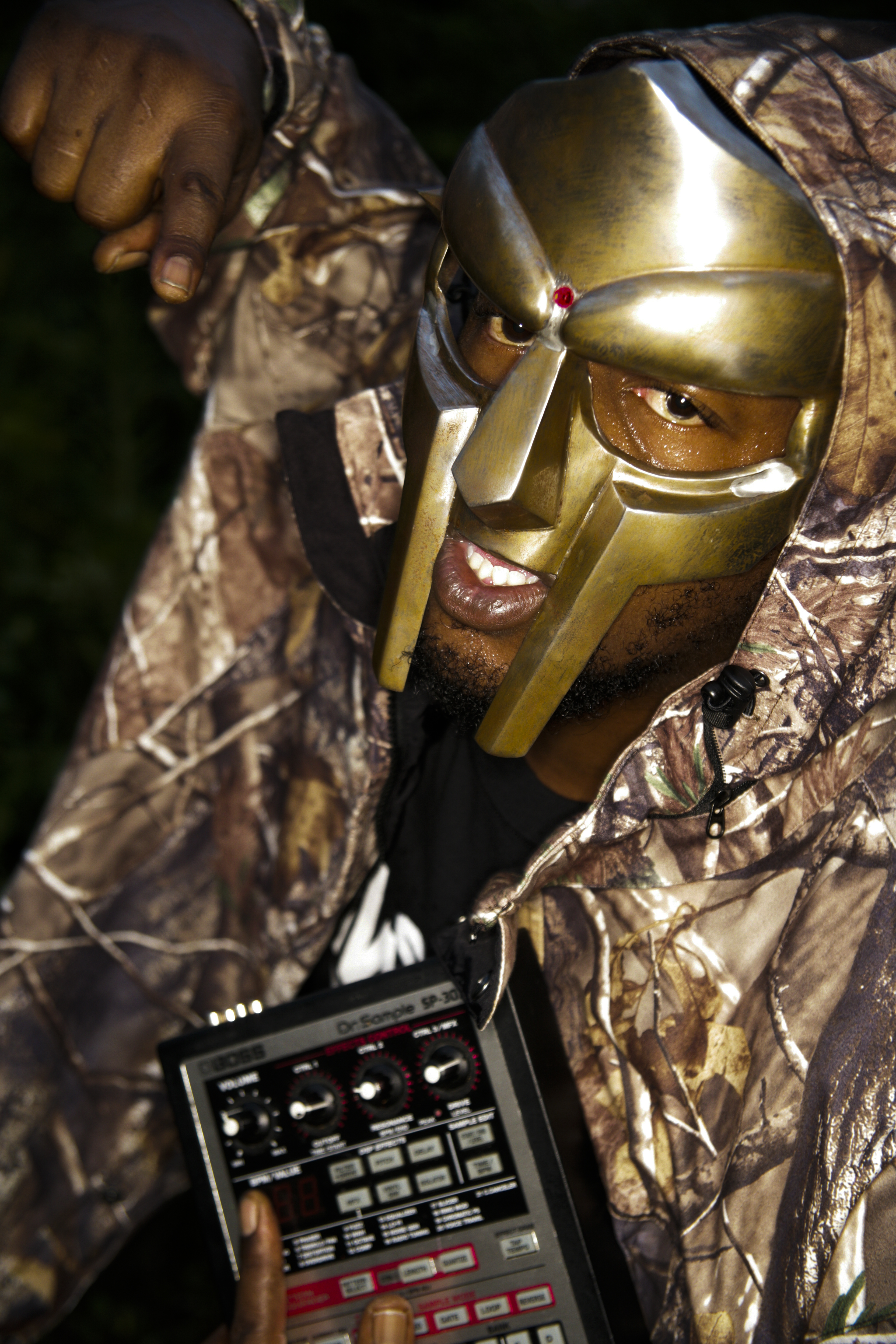
金色のマスクとパーカーを着ているデュミーレイ

ロンドンのハウンズローで産まれ、幼少期にニューヨークに移り住んだ。幼少期のデュミーレイは幼稚園の先生から「仲間たちとうまくやっている静かな少年」で、「能力は高いが労働習慣は非常に悪い」と評価されていた。子供の頃、漫画のファンでコレクターだったデュミーレイは友人や家族の間でDOOMというあだ名でよばれていた。デュミーレイは小学3年生の夏にDJを始めた。1985年、10代だったデュミーレイとデュミーレイの弟は、音響機器を購入し、1988年に弟とともにKMDのメンバーとして活動を開始した。
2005年頃、まだインディーズアーティストであったデュミーレイは、2005年にデンジャー・マウスとデンジャー・ドゥームというグループ名でコラボし、2005年10月11日にThe Mouse and the Maskをリリースした。エピタフとレックスからリリースされたこのアルバムでは、カートゥーン・ネットワークのアニメアクア・ティーン・ハンガー・フォースに登場するキャラクターの声優などを起用した。